# Anijala
Koordinaten: 58° 20′ N, 22° 23′ O

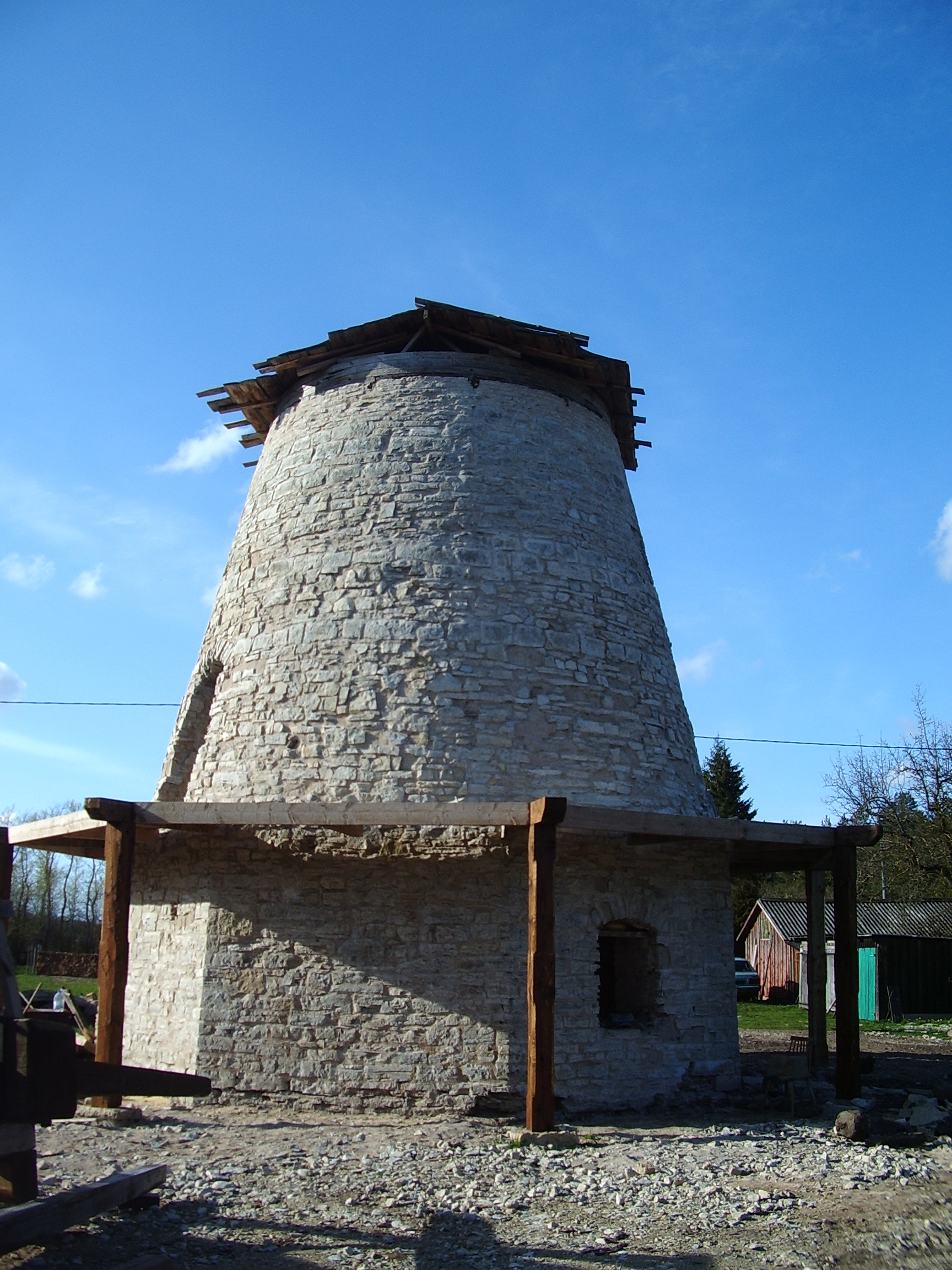
Stumpf der Windmühle von Anijala (2007)

Anijala (deutsch Hannial) ist ein Dorf (estnisch küla) auf der größten estnischen Insel Saaremaa. Es gehört zur Landgemeinde Saaremaa (bis 2017: Landgemeinde Lääne-Saare) im Kreis Saare.

## Einwohnerschaft und Lage
Das Dorf hat 27 Einwohner (Stand 1. Januar 2016). Es liegt zwölf Kilometer nordwestlich der Inselhauptstadt Kuressaare.

## Geschichte
Im 16. Jahrhundert entstand aus einer Mühlenstelle ein kleines Gut. Später wurde daraus das heutige Dorf.
1901 wurde die heute noch zu sehende Holländerwindmühle von Anijala errichtet. Sie wurde in den vergangenen Jahren umfassend restauriert.